# (8190) Bouguer
(8190) Bouguer  es un asteroide perteneciente al cinturón de asteroides, descubierto el 20 de julio de 1993 por Eric Walter Elst desde el Observatorio de La Silla, en Chile.

## Designación y nombre
Bouguer se designó inicialmente como 1993 ON9.
Más adelante fue nombrado en honor al astrónomo y matemático francés  Pierre Bouguer (1698-1758).

## Características orbitales
Bouguer orbita a una distancia media del Sol de 2,2085 ua, pudiendo acercarse hasta 1,9388 ua y alejarse hasta 2,4782 ua. Tiene una excentricidad de 0,1221 y una inclinación orbital de 3,0394° grados. Emplea en completar una órbita alrededor del Sol 1198 días.

## Características físicas
Su magnitud absoluta es 14,3. Tiene 3,568 km de diámetro. Su albedo se estima en 0,318. El valor de su periodo de rotación es de 6,842 h.